# Лотарь Удо IV фон Штаде
Удо IV фон Штаде, Удо фон Фреклебен (нем. Udo IV. von Stade, Udo von Freckleben; убит 15 марта 1130) — маркграф Северной марки с 1128 года из династии Удоненов.
Сын Рудольфа I (ум. 1124), который в 1106—1112 управлял маркграфством в качестве опекуна своего племянника Генриха II. Когда в 1128 году Генрих II умер, не оставив наследников, на Северную марку предъявил претензии его зять Альбрехт Медведь. Однако король отдал её Удо IV как ближайшему кровному родственнику умершего маркграфа.
В том же году он женился на Матильде, дочери графа Германа I Винценбургского.
15 марта 1130 года недалеко от Ашерслебена Удо IV был убит приближенными Альбрехта Медведя.
После этого правителем Северной марки стал Конрад фон Плёцкау — сын Гельфериха фон Плёцкау, маркграфа в 1112—1118 годах. А Альбрехт Медведь решением короля был в 1131 году лишен марки Лаузиц.